# Psilotaceae
Psilotaceae is een familie van primitieve varens, behorende tot de klasse Psilotopsida.

## Naamgeving enetymologie
De familie Psilotaceae is vernoemd naar het geslacht Psilotum.

## Kenmerken
Psilotaceae-soorten worden gekenmerkt door de afwezigheid van echte wortels, zij hechten zich vast met rizoïden, die voedselstoffen opnemen met behulp van een mycorrhiza, een symbiose van wortels en schimmels. Ze bezitten ook geen echte bladeren, maar schubachtige structuren zonder nerven.
De sporendoosjes of sporangia staan in groepjes van twee of drie gefuseerd in een synangium, sterk gereduceerde vertakkingen van de steel. De sporen zijn niervormig en voorzien van een dik tapetum, dat de ontwikkelende spore van voedsel oorziet.
De gametofyten groeien ondergronds, zijn eveneens mycoheterotroof, en lijken op een stukje van de sporofyt, maar produceren antheridia and archegonia.
Verder zijn de twee geslachten die de familie vormen, Psilotum en Tmesipteris, zoal qua habitus, habitat als verspreiding zeer verschillend.

## Habitaten verspreiding
Psilotum-soorten zijn kleine, kruidachtige terrestrische planten uit droge subtropische en tropische gebieden rond de wereld, terwijl Tmesipteris epifytische planten zijn uit de regenwouden van Australië, Nieuw-Zeeland en Nieuw-Caledonië.

## Taxonomie
Er is lange tijd discussie geweest over juiste plaatsing van Psilotaceae, waarbij ze door sommige auteurs als echte varens beschouwd werden, en door anderen als afstammelingen van de eerste vaatplanten, de "Psilophyta" uit het Devoon.
In de recente taxonomische beschrijving van Smith et al. (2006), gebaseerd op DNA-onderzoek, worden de Psilotaceae als enige in een aparte orde Psilotales onder de klasse Psilotopsida geplaatst, als zustergroep van de andere varens.
De familie omvat twee geslachten:
- Familie Psilotaceae
  - Geslacht Psilotum
  - Geslacht Tmesipteris

De familie telt in totaal 17 soorten.
Geslacht: Psilotum

Soorten: P. complanatum · P. nudum · P. ×intermedium

Geslacht: Tmesipteris

Soorten: T. elongata · T. lanceolata · T. norfolkensis · T. obliqua · T. oblongifolia · T. ovata · T. parva · T. sigmatifolia · T. solomonensis · T. tannensis · T. truncata · T. vanuatensis · T. vieillardii